# Fintlandsmoor und Dänikhorster Moor
Das Fintlandsmoor und Dänikhorster Moor ist ein Naturschutzgebiet in der niedersächsischen Stadt Westerstede und den Gemeinden Bad Zwischenahn und Edewecht im Landkreis Ammerland.

## Allgemeines
Das Naturschutzgebiet mit dem Kennzeichen NSG WE 289 ist circa 343 Hektar groß. Das gleichnamige, 240,05 Hektar große FFH-Gebiet ist vollständig Bestandteil des Naturschutzgebietes. Das Gebiet steht seit dem 17. Juni 2017 unter Schutz. In ihm sind die Naturschutzgebiete „Fintlandsmoor“ und „Dänikhorster Moor“ aufgegangen. Zuständige untere Naturschutzbehörde ist der Landkreis Ammerland.

## Beschreibung
Das aus drei Teilflächen bestehende Naturschutzgebiet liegt westlich von Bad Zwischenahn zwischen Ocholt im Norden und Edewecht im Südwesten. Es stellt Reste eines großteils entwässerten und nur in Teilen kultivierten Hochmoores unter Schutz. Große Teile der unkultivierten Moorflächen werden von Moorwald mit Pfeifengras eingenommen. Dominierende Baumart ist die Birke. Offene Flächen werden teilweise von Heide mit Rosmarin-, Besen- und Glockenheide sowie Gewöhnlicher Moosbeere eingenommen. Daneben sind Grünlandflächen in das Schutzgebiet einbezogen, die die Hochmoorreste auch miteinander verbinden. Teile der Hochmoorreste sind wiedervernässt. Insbesondere ehemalige Torfstiche sind mit Wasser vollgelaufen. In diesen Bereichen wachsen Torfmoose sowie andere, hochmoortypische Pflanzenarten, darunter Mittlerer und Rundblättriger Sonnentau, Schmalblättriges und Scheidenwollgras sowie Weißes Schnabelried.
Das Grünland wird von unterschiedlichen Nutzungsintensitäten geprägt. Es ist vielfach feucht bis nass und mit Hecken gegliedert. Extensiv genutzte Grünlandflächen sind vielfach mit Flatterbinse durchsetzt.
Das Naturschutzgebiet bietet zahlreichen moortypischen Pflanzen und Tieren, wie hochmoortypischen Libellen- und Heuschreckenarten oder Wiesenvögeln einen Lebensraum.
Das Gebiet wird über Gräben und den Dänikhorster Moorkanal zur Ollenbäke, die bei Apen in die Große Süderbäke mündet, sowie über Gräben und dem Fintlandsmoor-Kanal zur Aue, die bei Barßel (inzwischen als Nordloher Tief) mit der Soeste zusammenfließt, entwässert. Der das Gebiet durchquerende Dänikhorster Moorkanal wurde teilweise verfüllt und mit Dämmen versehen, um die Entwässerung des Gebietes zu verringern. Das Gebiet grenzt fast vollständig an landwirtschaftliche Nutzflächen.
Im Bereich des Fintlandsmoores verläuft ein Wanderweg durch einen Teil des Naturschutzgebietes.

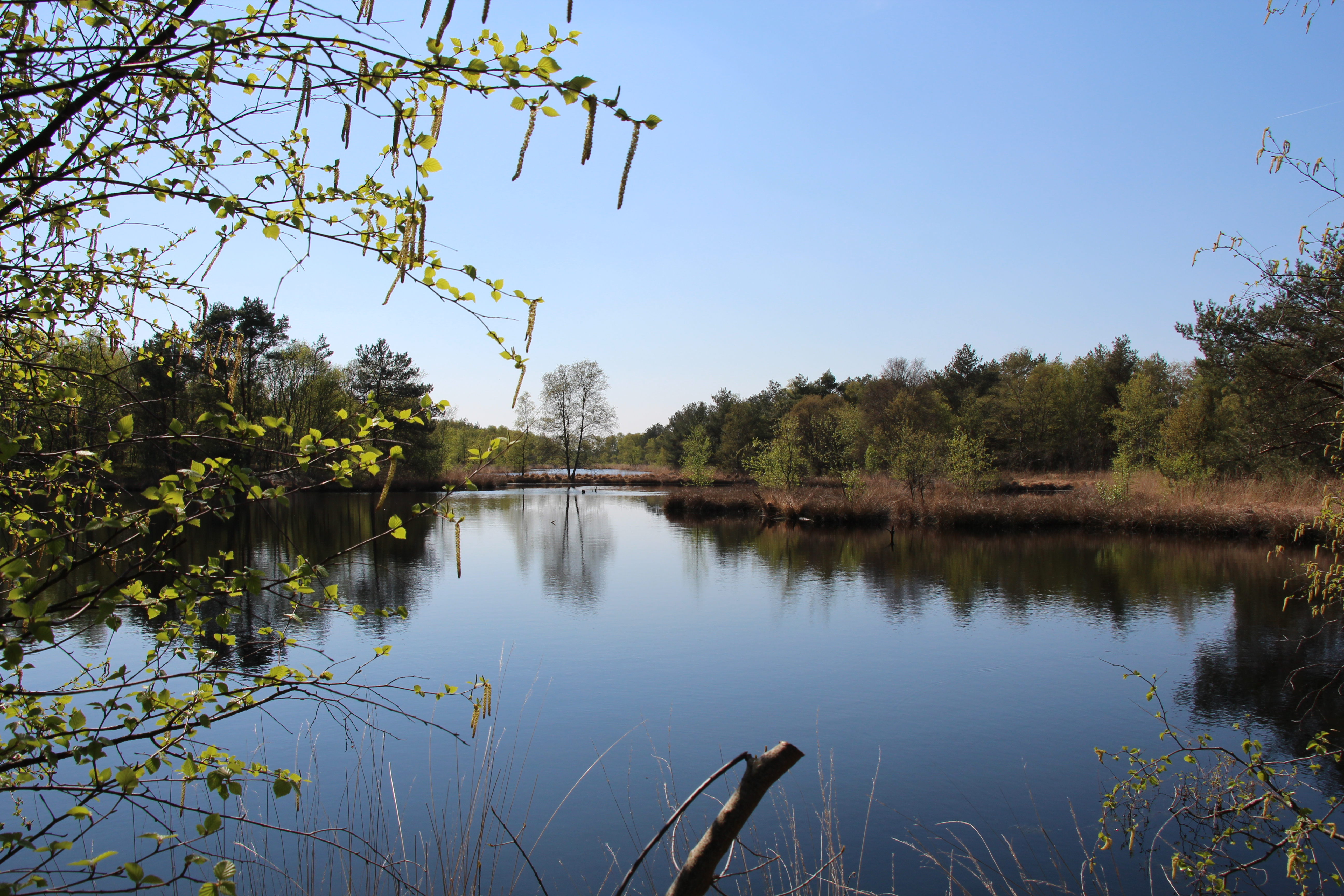
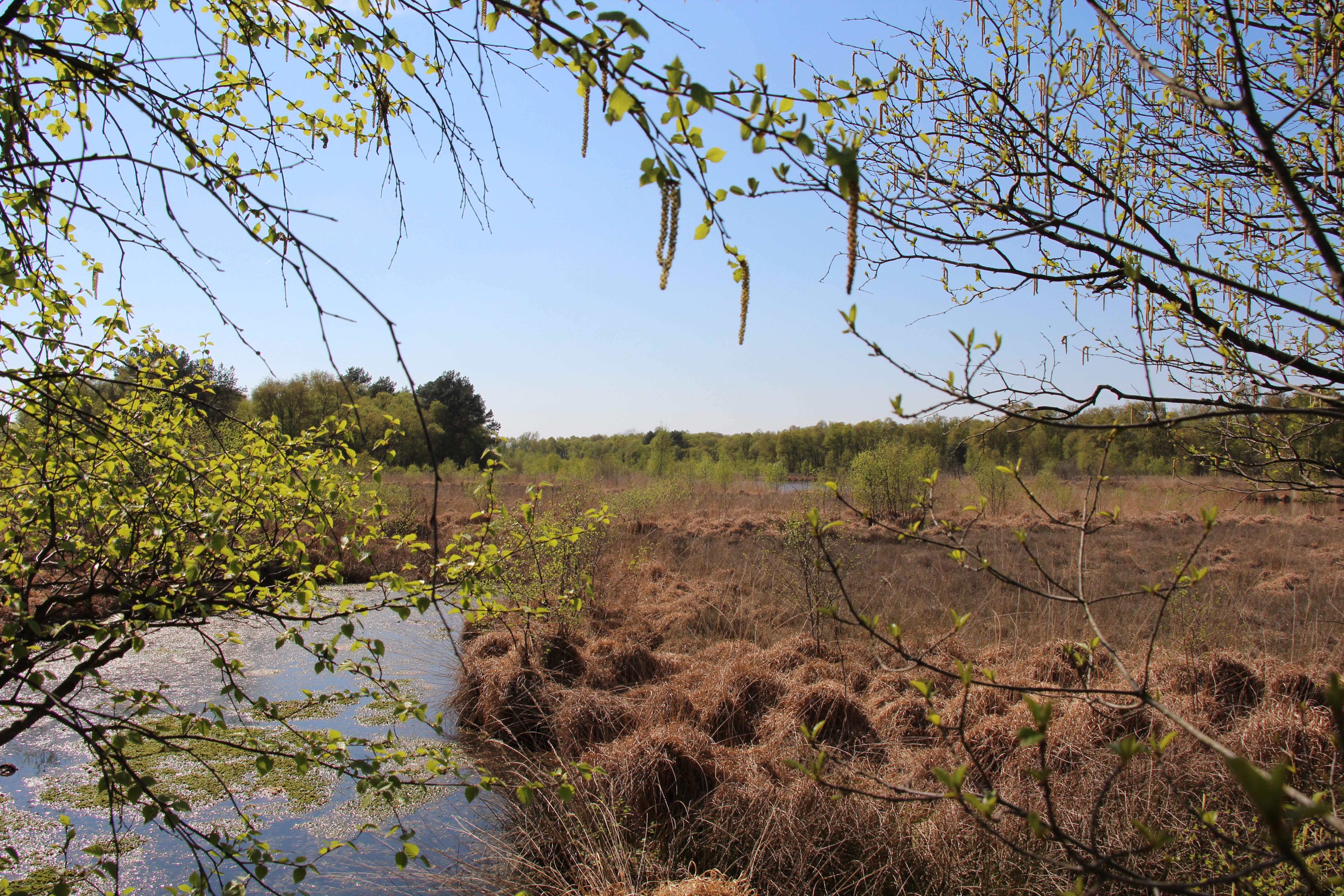
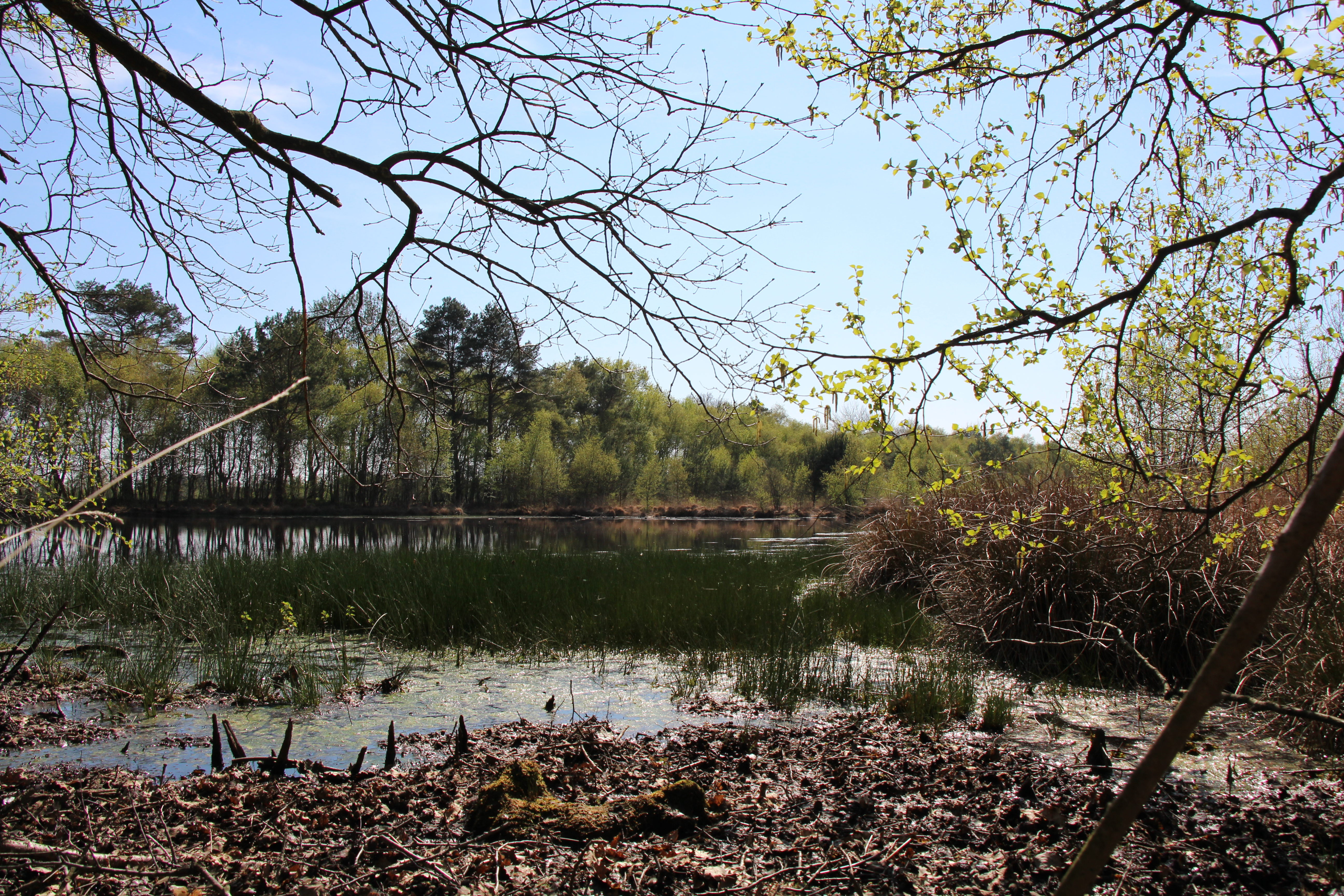
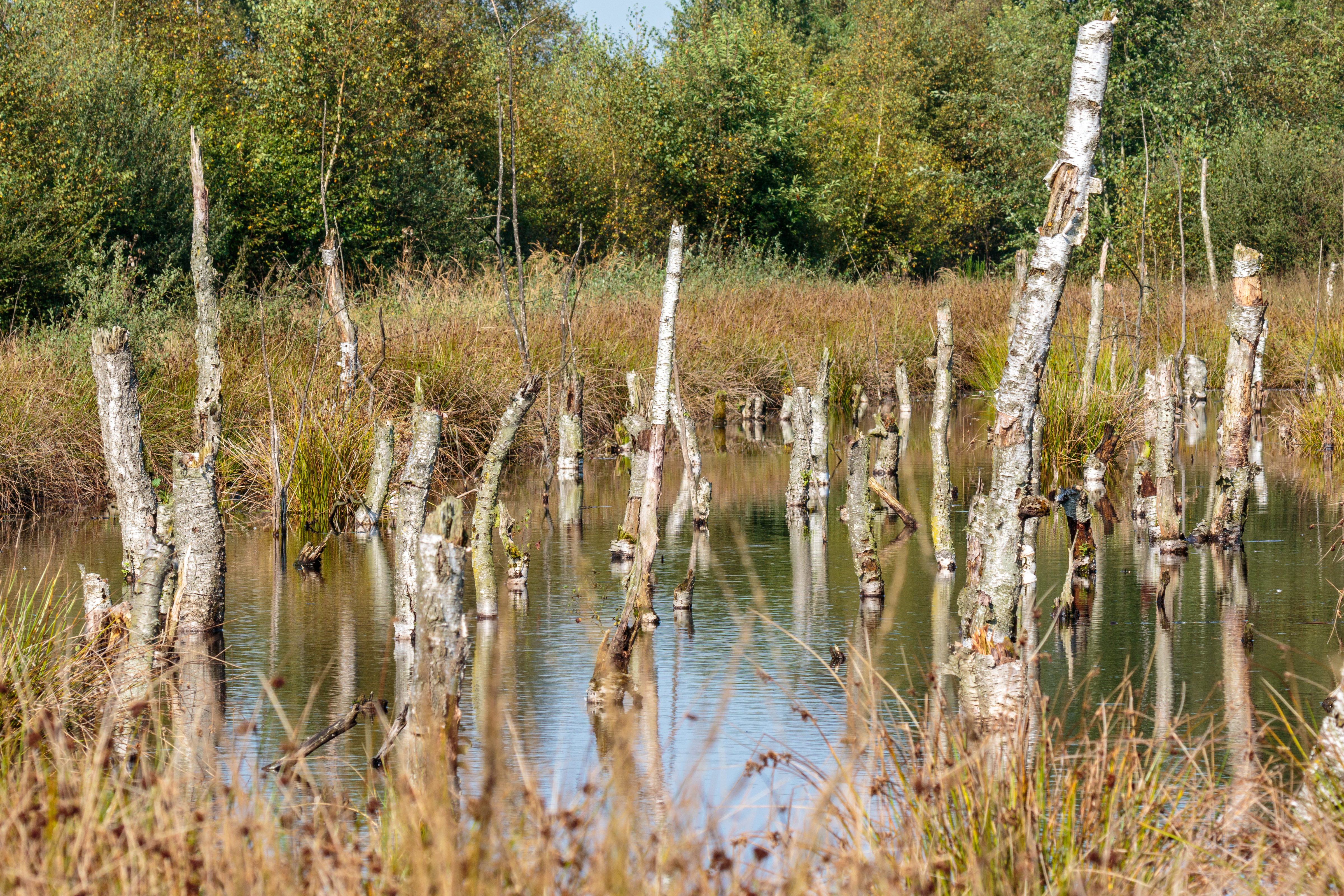